# Элзер, Хенк
Хендрик (Хенк) Элзер (нидерл. Hendrik "Henk" Elzer; 14 августа 1932, Амстердам — 28 июня 2011, Берген) — нидерландский футболист, выступавший на позиции полузащитника, игрок амстердамского «Аякса» с 1951 по 1957 год.

## Карьера
Футбольную карьеру в амстердамском «Аяксе» Хенк начал в 1951 году, когда главным тренером команды был англичанин Роберт Томпсон. Дебют Элзера в первой команде состоялся 2 сентября 1951 года в домашнем матче против клуба ДОС, завершившимся победой «Аякса» со счётом 3:2.
За семь сезонов Хенк провёл во всех турнирах 104 матча. Свою последнюю игру он провёл 24 февраля 1957 года против клуба «Рапид»; благодаря единственному забитому мячу Вима Блейенберга «Аякс» выиграл 1:0. В своём последнем сезоне в качестве игрока «Аякса» Элзер выиграл национальный титул.
В июле 1957 года Хенк вместе с группой игроков был выставлен на трансфер. В итоге он оказался в клубе «Виллем II» из Тилбурга, но два года спустя был выставлен на трансфер.

## Личная жизнь
Хенк был женат на Марии Дамс (в замужестве Мария Дамс-Элзер), родившейся 11 марта 1935 года. В этом браке у них родились две дочери — Рене и Жермани. Мария умерла 5 мая 2008 года на 73 году жизни. Хенк скончался 28 июня 2011 года в возрасте 78 лет.

## Достижения
- Чемпион Нидерландов (1): 1956/57